# ژلزنودوروژنایا کازارما ۵۱۲ کم
ژلزنودوروژنایا کازارما ۵۱۲ کم (به لاتین: Zheleznodorozhnaya Kazarma 512 km) یک منطقهٔ مسکونی در روسیه است که در سرزمین آلتای واقع شده‌است.